# جوزف استیلول
 جوزف استیلول (انگلیسی: Joseph Stilwell؛ ۱۹ مارس ۱۸۸۳ – ۱۲ اکتبر ۱۹۴۶) یک فرد نظامی اهل ایالات متحده آمریکا بود.